# Живодёры
Живодёры (фр. Les Écorcheurs) — собирательное название банд, орудовавших во Франции в 1430—1440-х годах, в эпоху правления короля Карла VII. Эти банды по сути были собой отрядами наёмников, которые, оставшись без работы, начали заниматься грабежами, разбоями и вымогательством, порой обдирая своих жертв до нитки.

## История
Период, названный историками «временем Живодёров», начался с подписания в 1435 году Аррасского договора, завершившего многолетнюю гражданскую войну между арманьяками и бургиньонами. Оставшиеся без нанимателей группы наемников, превратившиеся за четверть века непрерывной войны в маргинальные сообщества, не желали возвращаться к мирной жизни, и стали добывать средства грабежом, опустошая огромные территории. Время Живодёров считается третьим периодом масштабного опустошения Франции армиями наемников (после брабантцев в 1170—1210-х годах и Больших компаний 50—60-х годов XIV века).
Так как Живодёры, передвигаясь по стране, подобно саранче опустошали целые области, и экономика королевства оказалась парализована, правительство Карла VII, не имевшего постоянной армии, пыталось решить проблему, предложив части наемников службу в качестве постоянных гарнизонов в городах. Этот план был провален из-за противодействия французских принцев, не желавших усиления королевской власти и убедивших командиров, что продолжение грабежей даст им больший доход.
После окончания Прагерии, подписания Турского перемирия с Англией и жалоб Филиппа III Бургундского, с трудом оборонявшего свои владения от набегов Живодёров, Карл VII в 1445 издал ордонанс о создании постоянной армии. Согласно этому постановлению воины из бродячих отрядов должны были зачисляться в компании короля и его вассалов, а 15 капитанов с их людьми приняты на королевскую службу в качестве ордонансовых рот. 20 тыс. Живодёров отправились во главе с дофином Людовиком в Швейцарию, где значительная их часть была уничтожена местным ополчением в знаменитой битве при Санкт-Якобе.
Правительство сумело извлечь пользу из кризиса, убедив население, под предлогом борьбы с бандами, в необходимости введения постоянного прямого налога. На севере он был введен постановлениями штатов 1438 и 1443 годов, а в Лангедоке в 1439.

## Лидеры
Наиболее знаменитыми предводителями Живодёров были Этьен де Виньоль (Ла Гир), Потон де Сентрай, Жан Дюнуа (до этого были соратниками Жанны д'Арк), Родриго де Вильяндрандо (носил прозвище «Император разбойников» — empereur des brigands), бастарды Арманьяк Жан де Лескён и Бурбон Александр, Жан де Грайи (бывший губернатор Лангедока), Гильом де Флави (капитан Компьена), Жан де Салазар.